# 托马斯·洛吉·麦克唐纳
托马斯·洛吉·麦克唐纳 （英語：Thomas Logie MacDonald，1901年—1973年）是一位苏格兰天文学家和政治家，月球上的麦克唐纳陨石坑就是以他的名字命名的。

## 生平
他毕业于格拉斯哥大学，后来成为英国天文协会苏格兰分会的秘书和主席。1928年3月5日当选为爱丁堡皇家学会会员。
1961年到1962年期间，麦克唐纳曾担任工党议员和卡莱尔市市长，在他担任市长的任期内，卡莱尔市与德国弗伦斯堡建立了友好城市关系。

## 参引资料
- .   [2017-06-17]. （原始内容存档于2007-09-27）..

1. ↑   (PDF).   [2017-06-17]. （原始内容 (PDF)存档于2016-03-04）.
2. ↑  .   [2006-03-24]. （原始内容存档于2005-04-10）.